# Gladys Gutiérrez
Gladys María Gutiérrez Alvarado (Punto Fijo,  16 de abril de 1962) es una abogada y jueza venezolana. Magistrada del Tribunal Supremo de Justicia quien anteriormente ejerció la presidencia del mismo entre 2013 y 2017 y nuevamente entre 2022 y 2023.
Desde el 12 de junio de 2020 hasta el 4 de mayo de 2021 ocupó el cargo de rectora principal del Consejo Nacional Electoral. Anteriormente también fue magistrada de la Sala Constitucional del Tribunal Supremo de Justicia y Procuradora General de la República.

## Biografía
Natural de Falcón nació el 16 de abril de 1962, Gutiérrez estudió derecho en la Universidad Central de Venezuela. en 1992 Gutiérrez fue una de las abogadas de Hugo Chávez que se encargó en defenderlo del golpe de Estado frustrado contra Carlos Andrés Pérez
Fue miembro del Movimiento Quinta República (MVR), que apoyó a Hugo Chávez. Fue candidata para la gobernación del Estado Nueva Esparta como miembro de dicho partido en 1998 pero fue derrotada. Fue diputada suplente del mismo partido para Nueva Esparta.
En el año 2000 llegó a España como consejera del consulado, luego fue cónsul general de Venezuela en España y en diciembre del 2002 es nombrada embajadora en ese país, cargo que ocupó hasta el 2005. En el año 2006 regresa a Venezuela al ser nombrada Procuradora General de la República por el entonces presidente Hugo Chávez hasta el 9 de diciembre de 2010 cuando fue nombrada miembro de la Sala Constitucional del Tribunal Supremo de Justicia
Gutiérrez ha dado clases en la Universidad Santiago Mariño y en el Instituto Universitario de Tecnología Rodolfo Loero Arismendi.
Gutiérrez fue nombrada presidente del Tribunal Supremo de Justicia en mayo de 2013. La oposición venezolana criticó su elección por considerar que ella no podía tener una posición neutral ya que era conocida como activista política.
En agosto de 2013 encabezó la corte que rechazó la petición de Henrique Capriles de revisar los resultados electorales. Su primera sentencia polémica fue declarar “inadmisibles” los diez recursos interpuestos por la oposición venezolana ante el presunto fraude cometido en las elecciones que Maduro ganó a Henrique Capriles en abril de 2013 por tan solo un 1,49% de los votos.  Capriles había declarado que la auditoría realizada había sido un fraude.
En junio de 2020 fue elegida y juramentada como rectora principal del Consejo Nacional Electoral (Venezuela) por el TSJ El Gobierno ha vuelto a desconocer la Constitución de Venezuela al no dejar que sea la Asamblea Nacional quien convoque la elección del nuevo Consejo nacional Electoral

## Sanciones
El 27 de marzo de 2018 es sancionada por el gobierno de Panamá dentro de una lista de funcionarios venezolanos consideradas de alto riesgo en materia de Blanqueo de Capitales, Financiamiento del Terrorismo y Financiamiento de la Proliferación de Armas de Destrucción Masiva
El 3 de diciembre de 2019 el Tratado Interamericano de Asistencia Recíproca reunidos en Bogotá la incluye una lista de sancionados aprobada por dieciséis países de un total de diecinueve, de manera que no puedan transitar, ni realizar operaciones financieras en el continente americano. El 28 de enero de 2023 se reúne con la vicepresidenta de la Corte Penal Internacional en La Haya, Luz Ibáñez Carranza.

## Falta de independencia de poderes
Gladys Gutiérrez, magistrada del Tribunal Supremo de Justicia de Venezuela, presentó el 16 de mayo de 2024 sus credenciales como embajadora ante España al rey Felipe VI en el Palacio Real de Madrid. Su nombramiento ha generado controversia debido a que Gutiérrez mantiene su cargo en el TSJ, lo que ha sido calificado por ONG y expertos en derecho como una práctica de "dudosa constitucionalidad". La Constitución de Venezuela establece en su artículo 148 que nadie puede ocupar más de un cargo público remunerado simultáneamente, salvo que esté relacionado con funciones académicas. Gutiérrez, quien ya había desempeñado funciones diplomáticas durante el gobierno de Hugo Chávez, fue presidenta del TSJ y procuradora de la nación, y ha ocupado diversos cargos vinculados al poder político venezolano, como cónsul general en Madrid y ministro consejero de la embajada en España. La organización Transparencia ha denunciado que esta es la tercera vez que el TSJ le permite ejercer otro cargo sin renunciar a su posición de magistrada, recordando que recibió permisos similares en 2020 cuando fue rectora del Consejo Nacional Electoral y embajadora ante la Corte Penal Internacional. La ONG Acceso a la Justicia ha señalado que las licencias otorgadas a magistrados para desempeñar funciones no relacionadas con la docencia y a tiempo completo contradicen las normativas destinadas a asegurar la independencia del poder judicial, estipuladas en el artículo 256 de la ley orgánica del TSJ. Esta ley prohíbe a los magistrados y jueces participar en actividades políticas partidistas o ejercer funciones públicas no educativas. La práctica de permitir a magistrados asumir cargos en el ejecutivo sin perder su condición en el TSJ muestra, según estas organizaciones, la falta de independencia judicial y el control del poder ejecutivo sobre el judicial. Además, Acceso a la Justicia destacó que el TSJ no ha transparentado la existencia de vacantes entre sus magistrados, criticando la falta de medidas efectivas para la reinstitucionalización del Estado.